# 日本メノナイト・ブレザレン教団
日本メノナイト・ブレザレン教団（にほんメノナイト・ブレザレンきょうだん）は日本のプロテスタント系の団体。日本福音同盟に加盟している。略称「MB」。歴史的にはアナバプテストの宗教改革者メノ・シモンズに始まるメノナイト派の流れを汲む。日本におけるメノナイト派の中でもっとも大きいグループ。北米メノナイト・ブレザレン教会(General Conference of Mennonite Brethren Churches)の海外宣教局から派遣された宣教師たちによって日本での教会が形成されていった。
教団立の研修施設・キャンプ場として兵庫県川西市に能勢川バイブルキャンプ場、教団立の神学校として大阪府池田市に福音聖書神学校を持つ。

## 沿革
- 1949年4月 アメリカよりH.G.ティルマンが民間援助団体メノナイト・セントラル・コミッティー(MCC)のメンバーして北米MB教会より派遣され来日。
- 1950年8月 ルツ.ウィンズ宣教師が来日する。MB教会という名称を使用
- 1966年1月 栄和教会という名称を使用
- 1957年4月 教職者養成機関として日本メノナイト・ブレザレン聖書学院(現:福音聖書神学校)を設置する。
- 1958年3月 教役者と各教会代議員により、日本メノナイト・ブレザレン教団協議会が組織される。
- 1964年7月 メノナイト・ブレザレン・ミッションになる。
- 1964年10月 日本メノナイト・ブレザレン教団になる。

## 特色
- 信仰による義認、聖霊の恩化による聖潔、空中再臨の日における聖徒の携挙を信じる。
- 幼児洗礼を認めない。
- 戦争への無抵抗主義を堅持する。
- 2016年までは牧師になれるのは男性に限られていたが、現在は性別による制限は撤廃されている。
- 神学的には、穏健ディスペンセーション神学の立場をとる。

## 日本のメノナイト
- 日本メノナイト・キリスト教会協議会 - 1951年北海道道東地区で伝道。道東聖書学院の経営
- 日本メノナイト・キリスト教会会議 - 1951年より宮崎県、大分県中心に伝道。
- 東京地区メノナイト教会連合 - 東京地区中心に伝道。
- 日本キリスト兄弟団 - 山口県中心に伝道。